# Costel Brătianu
Costel Brătianu (n. 3 august 1963, Brăila) este un fost fotbalist român. Întreaga s-a cariera, atât ca fotbalist cât și ca antrenor este legată de CF Brăila. Este fratele lui Vasile Brătianu, ambii făcând performanță cu echipa din Brăila.